# 色川大吉
色川 大吉（いろかわ だいきち、1925年〈大正14年〉7月23日 - 2021年〈令和3年〉9月7日）は、日本の歴史家。東京経済大学名誉教授。専門は日本近代史、民衆思想史。

## 経歴
千葉県佐原市（現、香取市）生まれ。家業は運送業。旧制第二高等学校（仙台市）から東京帝国大学文学部に進学するも、太平洋戦争の学徒出陣で海軍航空隊へ入隊する。終戦に伴い復員すると、靴磨き、論文の下請け、農業などを行いつつ、1948年（昭和23年）に、前年9月に東京帝国大学から改称した東京大学を卒業。
ヴ・ナロード（人民の中へ）を目指して栃木県の中学校教員となるが、1年で挫折する。その後は上京し、日本共産党に入党し民主商工会の書記となる。1949年、渋谷駅前で反占領軍演説を行い逮捕されたが、すぐ釈放され日本の独立まで地下に潜行する。1951年（昭和26年）に民主主義演劇運動の「新演劇研究所」を三木順一の名で設立する。また、1954年から服部之総が創設した日本近代史研究会の若手メンバーとなる。
北村透谷、石坂公歴、困民党などの運動を研究し、1960年に論文「困民党と自由党」を、1961年に論文「自由民権運動の地下水を汲むもの 透谷と公歴」を発表する。これが後に「民衆史」という学問領域が生まれるきっかけになった。
のち東京経済大学講師・助教授を経て、1967年に教授となる。1996年（平成8年）に同大学を定年退職すると名誉教授になった。1970年（昭和45年）には米国プリンストン大学に招聘され、近代日本史の客員教授を務めた。1983年（昭和58年）開館の国立歴史民俗博物館の設立に、初代館長井上光貞とともに尽力する。1986年4月から1年間、国立歴史民俗博物館客員教授。
晩年は山梨県の八ヶ岳地方に暮らし、執筆活動や全国各地での講演を行っていた。
2021年9月7日午前2時43分､老衰のため96歳で死去した｡亡くなる前日に、盟友で色川を介護していた上野千鶴子が、死後の各種手続きをするために婚姻届を提出し、15時間の婚姻関係にあった。婚姻届の提出にあたり、長く生きる上野が不利益を被らないように色川が改姓に同意し、死亡届の「死亡者」は「上野大吉」になった。

### 研究活動
“色川史学”と呼ばれた底辺の民衆の視点、学者離れした自由奔放さは多くのフィールドワーク（実地見聞）から生まれた。少人数制のゼミは学生たちに人気で、他大学の学生や一般市民まで巻き込んでいくユニークな授業を行なった。
明治期の埋もれた民衆思想を発掘した。北村透谷の研究を進めるため、東京都・多摩地域の自由民権運動の歴史を掘り起こした。1959年多摩文化研究会に参加、その延長として1968年に多摩史研究会を結成し、市民の手による地域史研究の先駆となる。その成果は『明治精神史』（1964年）にまとめられ、また小田急電鉄の創設者である利光鶴松研究が明治初期に各地で起草された私擬憲法の一つである「五日市憲法草案」の発見（1968年）につながった。
1975年に毎日出版文化賞を受賞した「ある昭和史」は「自分史」という言葉を作り出した。同書中で日本人（大和民族）の“村社会”ぶりを批判し天皇制は廃止されるべしと述べ、「こうした精神構造が変わらない限り、日本人の終局的な天皇権威からの解放はありえないであろう」と論じている。
学生時代から山岳に興味があり行動的で、一人ふらりと世界を旅をすることが多い。1971年（昭和46年）、キャンピングカー化したフォルクスワーゲン・タイプ2「どさ号」に「リスボン～東京5万キロ」と標語を貼り付け、友人ら数人でユーラシア大陸を走破。それらの経験をもとに『ユーラシア大陸思索行』や、後年に『フーテン老人世界遊び歩記』を出版する。さらに後年、『わたしの世界辺境周遊記　―フーテン老人ふたたび』を出版する。
1976年から1981年まで不知火海総合学術調査団団長もつとめた。また、小田実と共に市民団体「日本はこれでいいのか市民連合」（日市連、「ベ平連」の後継運動で1980年結成、1995年解散）の共同代表だった。1986年、東北大学西蔵学術登山隊の人文班長として、チベットの文明と奥地の踏査にも加わった。1992年6月、日本西蔵聖山（カイラス）踏査隊長。
ライフワークとして岩手県花巻出身の宮沢賢治と青森県八戸市の前原寅吉（1872年 - 1950年）を対比した研究に取り組んでいる（前原はハレー彗星太陽面通過を世界で初めて個人で観測したことで知られる）。色川は、前原がハレー彗星を観測してからちょうど100年目にあたる2010年（平成22年）5月19日、八戸市公会堂にて講演「宮沢賢治と前原寅吉の銀河世界」を約300名の聴衆を前におこない宮沢賢治の童話「銀河鉄道の夜」にて主人公ジョバンニが訪ねた天体望遠鏡がある時計屋は、賢治が八戸を小旅行した時、訪ねた前原時計店がモデルになっていることを説明した。
2017年には、宮沢賢治ゆかりのイーハトーブ賞を受賞した。「日本近代の民衆史・精神史を捉え直してきた活動の一環として宮沢賢治をも考察し、広い視野に位置づけた業績」を評価された。

### 部落解放同盟からの糾弾
1995年、色川は「戦後50年の再検討」と題する講演の中で、1983年に部落解放県政樹立広島県民研究集会で講演をしたことに触れた後、「解放同盟の集会ですと、まかり間違えば踊りかかってきて刺されるというような。あすこは山口組と重なっておりますから」と発言。部落解放同盟が歴史的に暴力団と深く関係していることは事実であったが、色川の発言は差別とされ糾弾を受けた。

## 著作

### 単著
- 『絵で見る日本の歴史 6 明治から大正へのあゆみ』 国民図書刊行会、1957年。全国書誌番号:45021525
- 『明治精神史』 黄河書房（東京）、1964年。全国書誌番号:65005684、NCID BN04140936。
  - 『新編 明治精神史』 中央公論社、1973年。各・上下：講談社学術文庫、1978年。岩波現代文庫、2008年
- 『明治人　―その青春群像―』 人物往来社、1965年。全国書誌番号:65005348、NCID BN06477690。
- 『日本の歴史21 近代国家の出発』 中央公論社、1966年。全国書誌番号:50002969、NCID BN01846643。のち中公文庫、改版2006年
- 『明治の精神　―底辺の視座から―』 筑摩書房、1968年。全国書誌番号:68006375、NCID BN01624368。
- 『三多摩自由民権の歩み』 八王子市教育委員会（小冊子）、1969年。NCID BN12837178
- 『明治の文化』 岩波書店、1970年。全国書誌番号:73002837、NCID BN01121265。同時代ライブラリー、1997年。岩波現代文庫、2007年。
- 『民衆憲法の創造　―埋もれた多摩の人脈―』 評論社〈「人間の権利」叢書〉、1970年。全国書誌番号:73009455、NCID BN01746048。
- 『ユーラシア大陸思索行』 平凡社、1973年。全国書誌番号:73005841、NCID BN02289575。中公文庫、1976年、改版2011年
- 『歴史家の嘘と夢』 朝日新聞社〈朝日選書〉、1974年。全国書誌番号:73010865、NCID BN02408550。
- 『ある昭和史　―自分史の試み―』 中央公論社、1975年。全国書誌番号:73015207、NCID BN01981897。のち中公文庫、改版2010年、新編版 2024年
- 『燎原のこえ　―民衆史の起点―』 筑摩書房、1976年。全国書誌番号:73012676、NCID BN05921536。
- 『暴徒 : 現代と秩父事件』述 同志社大学アッセンブリ出版会（京都）、1976年。全国書誌番号:73019884、NCID BN07229275。
- 『歴史の方法』 大和書房、1977年。全国書誌番号:77011600、NCID BN00134363。
- 『日本縦断』 人文書院、1977年。全国書誌番号:78010726、NCID BN08521807。
- 『流転の民権家　―村野常右衛門伝―』 大和書房、1980年。全国書誌番号:80043224、NCID BN00384600。
- 『矩形の銃眼　―民衆史の視角―』 大和書房、1981年。全国書誌番号:81044903、NCID BN01455318。
- 『自由民権』 岩波新書 黄版、1981年4月。全国書誌番号:81027226、NCID BN00478486。
- 『書物という鏡』 大和書房、1981年4月。全国書誌番号:81027169、NCID BN00376056。
- 『同時代への挑戦』 筑摩書房、1982年。全国書誌番号:82054141、NCID BN02645716。
- 『困民党と自由党』 揺籃社（八王子）、1984年。全国書誌番号:85045458、NCID BN00471454。
- 『民衆史の発見』 朝日新聞社、1984年。全国書誌番号:84027348、NCID BN01459603。
- 『民権百年　―その思想と運動―』 日本放送出版協会、1984年5月。ISBN 414001458X
- 『日本人の再発見　―民衆史と民俗学の接点から―』 小学館、1986年。ISBN 4096261025。のち小学館ライブラリー
- 『シルクロード悠遊』筑摩書房、1986年。ちくま文庫、1988年。ISBN 4480853278
- 『雲表の国 ―青海・チベット踏査行』 小学館、1988年3月。ISBN 4096261041。のち小学館ライブラリー
- 『自由民権の地下水』 岩波同時代ライブラリー、1990年。ISBN 400260022X
- 『昭和史 世相篇』 小学館、1990年9月。小学館ライブラリー、1994年。ISBN 4-09-460055-8
- 『民衆史　―その100年―』 講談社学術文庫、1991年。ISBN 4061589970
- 『昭和史と天皇』 岩波セミナーブックス、1991年。ISBN 4000042068
- 『NHKこころをよむ　―北村透谷を語る―』述 日本放送出版協会、1991年。NCID BN07430309
- 『自分史　―その理念と試み―』 講談社学術文庫、1992年。ISBN 4061590472
- 『わだつみの友へ』岩波同時代ライブラリー、1993年11月。ISBN 4002601641
- 『北村透谷　近代日本の思想家』東京大学出版会、1994年4月。新版2008年。ISBN 413013017X
- 『わが聖地放浪　―カイラスに死なず』 小学館、1994年12月。ISBN 4096261130
- 『フーテン老人世界遊び歩記』 岩波同時代ライブラリー、1998年3月。ISBN 4002603385
- 『シルクロード遺跡と現代』 小学館、1998年。ISBN 4096261211
- 『近代日本の戦争　―20世紀の歴史を知るために―』 岩波ジュニア新書、1998年。ISBN 4005003052
- 『"元祖"が語る自分史のすべて』 草の根出版会（東京）、2000年1月。ISBN 4876481520
- 『日の沈む国へ　―歴史に学ばない者たちよ―』 小学館、2001年。ISBN 4096260835
- 『私は、自分史をこう書く　―歴史家の立場で　第8回定期総会記念特別講演会講演録―』述 北海道自分史友の会（札幌）、2003年。全国書誌番号:20560308
- 『廃墟に立つ　―昭和自分史「一九四五-四九年」―』 小学館、2005年9月。ISBN 4096260843
- 『カチューシャの青春　―昭和自分史「一九五〇-五五年」―』 小学館、2005年12月。ISBN 4096260851
- 『若者が主役だったころ　―わが60年代―』 岩波書店、2008年2月。ISBN 978-4000257633
- 『猫の手くらぶ物語　―八ヶ岳南麓』山梨日日新聞社（甲府）、2008年6月
- 『昭和へのレクイエム　―自分史最終篇―』 岩波書店、2010年8月。ISBN 978-4000234788
- 『追憶のひとびと　―同時代を生きた友とわたし―』 街から舎（東京）、2012年。ISBN 978-4939139154
- 『東北の再発見　―民衆史から読み直す』 河出書房新社、2012年。ISBN 978-4309225876
- 『近代の光と闇　―色川大吉歴史論集―』 日本経済評論社、2013年。ISBN 978-4818822542
- 『めぐりあったひとびと　―色川大吉人物論集―』 日本経済評論社、2013年11月。ISBN 978-4818823068
- 『新世紀なれど光は見えず　―色川大吉時評論集―』 日本経済評論社、2014年11月。ISBN 978-4818823563
- 『“元祖”が語る 自分史のすべて』 河出書房、2014年12月。ISBN 978-4309920313
- 『戦後七〇年史　―1945-2015―』 講談社、2015年8月。ISBN 978-4062196925
- 『わが半生の裏街道　―原郷の再考から』 河出書房、2017年6月。ISBN 978-4309921273
- 『わたしの世界辺境周遊記　―フーテン老人ふたたび』 岩波書店、2017年11月。ISBN 978-4000612319
- 『イーハトーヴの森で考える』 河出書房新社（小冊子）、2019年6月。ISBN 978-4309921761
- 『不知火海民衆史』（上 論説篇、下 聞き書き篇） 揺籃社、2020年10月。ISBN 978-4897084336、ISBN 978-4897084343
- 『平成時代史』 アーツアンドクラフツ、2021年8月。ISBN 978-4908028632
- 『生きることにも心せき』NPO法人 GREEN PLAZA研究所、2016年。

### 編著
- 村野廉一共著『村野常右衛門伝 民権家時代』『― 政友会時代』 中央公論事業出版、1969-71年。全国書誌番号:73003893、NCID BN02290392。
- 『多摩の五千年=市民の歴史発掘』編 平凡社、1970年。全国書誌番号:73006189、NCID BN0460374X。
- 『日本の名著 39 岡倉天心』 中央公論社、1970年。NCID BA36394411
- 『多摩の歴史散歩』編 朝日新聞社、1975年。全国書誌番号:75073007、NCID BN12586974。
- 『歴史の視点』 日本放送出版協会、1975年。全国書誌番号:73015179、NCID BN01831103。
- 『日本民俗文化大系 1 柳田國男：常民文化論』 講談社、1978年。全国書誌番号:78007746、NCID BN0310674X。
- 『明治大正図誌 6 東北』共編 筑摩書房、1978年。NCID BN00387653
- 『明治大正図誌 7 関東』共編 筑摩書房、1979年。NCID BN00387744
- 『三多摩自由民権史料集』編 大和書房、1979年。全国書誌番号:79014880、NCID BN01177940。
- 『大矢正夫自徐伝』編 大和書房、1979年3月。全国書誌番号:79014859、NCID BN01128672。
- 『文明横議　―色川大吉対談集』日本書籍、1979年3月。全国書誌番号:79014088、NCID BA33420854。
- 『水俣-その差別の風土と歴史　―不知火海一調査団員の証言―』述 反公害水俣共闘会議（水俣）、1980年。全国書誌番号:92042168、NCID BA51316537。
- 『民衆文化の源流 : 東国の古代から近代へ』編 平凡社教育産業センター、1980年1月。全国書誌番号:80037712、NCID BN00333461。
- 『図説昭和の歴史 11 経済大国』編 集英社、1980年8月。NCID BN0360396X
- 『日本歴史展望 第12巻 戦争と平和に生きる : 大正-昭和時代』 旺文社、1982年。NCID BN02420206
- 『水俣の啓示 : 不知火海総合調査報告（上下）』編著 筑摩書房、1983年。上巻、全国書誌番号:83026005、NCID BN01185246。下巻、全国書誌番号:83048173。
- 『今日の日本を憂える六人の市民の提言』編 平凡社、1983年。全国書誌番号:83043962、NCID BN04326107。
- 『日本の政党を考える』編著 現代評論社、1984年。全国書誌番号:85025797、NCID BN02025573。
- 『人生茫々』編 揺籃社（八王子）、1985年2月。ISBN 4946430210
- 『沙漠に樹を : 橋本義夫初期著作集』編 揺籃社（八王子）、1985年9月。全国書誌番号:86044889、NCID BB08280921。
- 『チベット・曼荼羅の世界　―その芸術・宗教・生活 東北大学西蔵学術登山隊人文班報告―』 小学館、1989年3月。ISBN 4096261068。小学館ライブラリー、1995年。
- 『年表日本歴史 6 ―明治・大正・昭和 1868 - 1988』共編 筑摩書房、1993年3月。ISBN 4480352066
- 『敗戦から何を学んだか　―1945年 日本・ドイツ・イタリア』 小学館、1995年9月。ISBN 4096260827
- 『心とメディア』編 小学館、1997年。ISBN 4093865078
- 『転換期の世相』編 小学館、1997年5月。ISBN 4093865086
- 『明治建白書集成』全9巻、監修 筑摩書房、2000年。NCID BN00485051
- 『憲法論争』NHK編 日本放送出版協会〈NHKライブラリー〉、2005年4月。ISBN 414084194X
- 『鼎談 民衆史の発掘　―戦後史学史と自分史を通して』芳賀登・齋藤博、つくばね舎（東京）〈つくばね叢書〉、2006年11月。ISBN 4924836710
- 『平成時代史考 ―わたしたちはどのような時代を生きたか』編著 アーツアンドクラフツ（東京）〈やまかわうみ別冊〉、2013年2月。ISBN 978-4901592833
- 『五日市憲法草案とその起草者たち』編著 日本経済評論社、2015年11月。ISBN 978-4818824089
- 『あの人ともういちど　色川大吉対談集』編 日本経済評論社、2016年5月。ISBN 978-4818824324
- 『沖縄と色川大吉』三木健・編、新川明、川満信一ほか、不二出版、2021年9月。ISBN 978-4835084749

### 著作集
- 『色川大吉著作集』筑摩書房 1995-1996年
  1. 新編 日本精神史 ISBN 4480750517
  2. 近代の思想 ISBN 4480750525
  3. 常民文化論 ISBN 4480750533
  4. 地域と歴史 ISBN 4480750541
  5. 人と思想 ISBN 448075055X

### 追悼集
- 三木健・編『民衆史の狼火を: 追悼色川大吉』不二出版、2022年5月13日。ISBN 978-4835085425。